# Игуманија Нимфодора (Миљковић)
Нимфодора (световно Јованка Миљковић; Дубница код Свилајнца, 9. децембар 1946) монахиња је Српске православне цркве и игуманија Манастира Радошина.

## Биографија
Игуманија Нимфодора рођена је 9. децембра 1946. године у селу Дубница код Свилајнца, у земљорадничкој, и врло побожној породици од родитеља Миланка и Јаворке Миљковић. Приликом крштења је добила име Јованка.
Након завршене основне школе у Дубници 15. маја 1960. године ступа у Манастир Благовештење Рудничко код Страгара, код тадашње игуманије Михаиле Кнежевић. Замонашена је 3. августа 1965. године од стране епископа шумадијскога господина Валеријана Стефановића примивши монашко име Нимфодора.
Заједно са својом сестром монахињом Митродором 1984. године прелази у Манастир Јошаницу код Јагодине, где су се задржале до 2001. године када прелазе у Манастир Радошин код Свилајнца.
Након упокојења своје сестре мати Митродоре 8. септембра 2021. године а одлуком епископа пожаревачко-браничевскога господина Игњатија Мидића постављена је за другу игуманију Манастира Радошина.